# فابريزيو تاباتون
فابريزيو تاباتون (بالإيطالية: Fabrizio Tabaton)‏ مواليد 16 مايو 1955، هو سائق راليات إيطالي سابق بدأ مسيرته في سنة 1979. كان أول رالي له هو رالي سانريمو 1979. تسابق في بطولة العالم للراليات.

## روابط خارجية
- فابريزيو تاباتون على موقع Rallye-info.com (الإنجليزية)
- فابريزيو تاباتون على موقع eWRC-results.com (الإنجليزية)